# بيدرو فيتور (لاعب كرة قدم)
بيدرو فيتور (بالبرتغالية: Pedro Vitor‏) هو لاعب كرة قدم برازيلي في مركز الوسط، ولد في 14 فبراير 1998 في Cataguases ‏ في البرازيل. لعب مع نادي غوياس.